# Tomáš Adamek
Tomáš Adamek (ur. 24 czerwca 1980 w Hradcu Králové) – czeski pięściarz wagi półciężkiej, były mistrz Czech w boksie amatorskim oraz zawodowym.

## Kariera zawodowa
W swojej zawodowej karierze zdobył mistrzostwo Czech w kategorii półciężkiej oraz pas WBF International w tej samej kategorii. Trzykrotnie walczył o mistrzostwo Unii Europejskiej (EBU-EU), przegrywając wszystkie walki. Pokonali go Antonio Brancalion, Nadjib Mohammedi oraz Orial Kolaj.